# 李存葆
李存葆（1946年—），男，山东五莲人，中华人民共和国作家，中国作家协会原副主席，中国人民解放军艺术学院副院长，少将军衔。

## 作品
- 《无梦时节》1973海天出版社
- 《将门虎子》1980报告文学
- 《高山下的花环》1983北京出版社
- 《山中那十九座坟茔》1985昆仑出版社
- 《沂蒙九章》1991报告文学
- 《沂蒙匪事》2000长篇散文
- 《大河遗梦》2002解放军出版社
- 《绿色天书》2006河南文艺出版社
- 《最后的野象谷》2009学林出版社
- 《大河之子》2013中国社会出版社，收散文40篇，鲁迅文学奖
- 《龙城遐想》2017散文